# Pageas
Pageas település Franciaországban, Haute-Vienne megyében. Lakosainak száma 639 fő (2022. január 1.). Pageas Champsac, Bussière-Galant, Les Cars, Châlus, Flavignac, Gorre és Séreilhac községekkel határos.

## Népesség
A település népességének változása:
| Lakosok száma | 603  | 588  | 594  | 580  | 580  | 576  | 597  | 618  | 639  |
|               | 2013 | 2015 | 2016 | 2017 | 2018 | 2019 | 2020 | 2021 | 2022 |